# Asterodiscides macroplax
Asterodiscides macroplax är en sjöstjärneart som beskrevs av Ross Robert Mackerras Rowe 1985. Asterodiscides macroplax ingår i släktet Asterodiscides och familjen Asterodiscididae. Inga underarter finns listade i Catalogue of Life.